# Jules Suetens
Julius Ludovicus Suetens (ur. 13 kwietnia 1887 w Deurne – zm. 9 września 1972) – belgijski piłkarz grający na pozycji napastnika. Był reprezentantem Belgii.

## Kariera klubowa
Całą swoją karierę piłkarską Suetens spędził w klubie Antwerp FC, w barwach którego zadebiutował w sezonie 1904/1905 w pierwszej lidze belgijskiej i grał w nim do 1921 roku.

## Kariera reprezentacyjna
W reprezentacji Belgii Suetens zadebiutował 26 kwietnia 1908 w przegranym 1:3 towarzyskim meczu z Holandią, rozegranym w Rotterdamie. Od 1908 do 1914 rozegrał w kadrze narodowej 7 meczów i strzelił 1 gola.